# Анна Йоркська
Анна Йоркська, герцогиня Ексетерська, вона ж Анна Плантагенет (англ. Anne, Duchess of Exeter;10 серпня 1439 — 14 січня 1476) — англійська принцеса. Перша дитина Річарда Плантагенета, 3-го герцога Йоркського, і Сесілії Невілл. Таким чином, вона була старшою сестрою королів Едуарда IV (1461—1483) і Річарда III (1483—1485) та їхніх братів і сестер Едмунда, графа Ратленда; Єлизавета Йоркська, герцогиня Саффолкська; Маргарита, герцогиня Бургундська і Джордж Плантагенет, 1-й герцог Кларенс.

## Шлюби та політика
Енн двічі виходила заміж і розлучилася з першим чоловіком.

### Перший шлюб

Герб Генріха Голланда, 3-го герцога Ексетерського: Англія, бордюр Франції

У 1447 році у віці восьми років Енн вийшла заміж за Генрі Голландського, 3-го герцога Ексетерського (1430—1475). Під час Війн троянд Ексетер виступив на боці дому Ланкастерів проти родини своєї дружини дому Йорків. Ексетер був командувачем великих ланкастерських перемог у битві при Вейкфілді та Другій битві при Сент-Олбансі. Він також був командиром під час поразки Ланкастерів у битві при Тоутоні. Після битви він втік до Шотландського королівства, а потім приєднався до Маргарити Анжуйської, королеви-консорта ланкастерського короля Генріха VI, у її вигнанні до Франції. 4 березня 1461 року молодший брат Анни Едуард, герцог Йоркський, був оголошений у Лондоні королем Едуардом IV. Ексетер отримав титул, але новий король віддав свої маєтки Анні, а решту — їхній доньці Анні Голландській. Енн і Ексетер розлучилися в 1464 році і розлучилися в 1472 році. Під час реадепції Генріха VI Анна залишалася вірною своєму братові Едварду, і це, здається, було єдиним її втручанням у політику. Вона наполегливо працювала, щоб переконати свого брата Джорджа, герцога Кларенса, відмовитися від ланкастерської справи. Якщо не вирішальними, то її аргументи, безумовно, мали певний ефект, і тому вона зіграла певну роль у реставрації Едварда.
Від герцога Ексетерського Анна мала одну дочку, Анну Голландську (1461), яка в жовтні 1466 року вийшла заміж у Гринвічському палаці за Томаса Грея, лорда Астлі, сина королеви Едуарда IV Єлизавети Вудвілл від її першого чоловіка. Леді Естлі померла десь між 26 серпня 1467 року і 6 червня 1474 року, не маючи дітей. Згодом Грей одружився з Сесілі Бонвіль, 7-ю баронесою Гарінгтон, ще однією багатою молодою спадкоємицею, від якої у нього були діти.

### Другий шлюб

Герб Сен-Леже

Вдруге Анна вийшла заміж близько 1474 року за Томаса Сен-Леже (бл. 1440—1483), вірного прибічника свого зятя короля Едуарда IV (бл. 1461—1483). Він брав участь у спробі повстання герцога Бекінгема проти молодшого брата короля Едуарда і майбутнього наступника короля Річарда III (бл. 1483—1485), після невдачі якого був страчений у 1483 році. Однак у 1476 році король Едуард IV передав решту земель колишнього герцога Ексетерського сестрі короля, Анні, та всім спадкоємцям її тіла. Таким чином, якщо вона знову вийде заміж, будь-які майбутні діти зможуть їх успадкувати.
Анна померла, народжуючи свою єдину дочку від Томаса, Анну Сен-Леже (14 січня 1476 — 21 квітня 1526), яка завдяки особливому залишку стала спадкоємицею маєтків першого чоловіка своєї матері Генріха Голландського. Вона вийшла заміж за Джорджа Маннерса, 11-го барона де Роса, і була матір'ю королівського фаворита Томаса Маннерса, 1-го графа Ратленда.

## Смерть і поховання

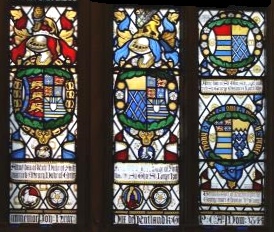
Геральдичне скло в каплиці Ратленда, каплиці Святого Георгія, Віндзорському замку, спорудженому в 1849 році Чарльзом Меннерсом, 6-м герцогом Ратленда. Далеко зліва на ньому видно герб Анни Йоркської, герцогині Ексетерської (1439—1476), поєднаний гербом її першого чоловіка Генрі Голландського, 3-го герцога Ексетерського. Праворуч від останнього зображено її герб, доданий гербом її другого чоловіка сера Томаса Сент-Легера (бл. 1440—1483), KG. У крайньому правому вікні показано вгорі: герб дочки Анни Анни Сен-Леже, поєднаний з гербом її чоловіка Джорджа Меннерса, 11-го барона де Роса (бл. 1470—1513). Нижче показано герб його сина Томаса Меннерса, 1-го графа Ратленда (бл. 1492—1543), який містить герб своєї другої дружини Елеонор Пастон.

Енн померла й була похована 1 лютого 1476 року в храмі Святого Леже, який утворює північний трансепт каплиці Святого Георгія Віндзорського замку, заснованого в 1481 році її чоловіком, «з двома священиками, що співають на віки вічні». Пізніше вона була названа Рутлендською капелою на честь її зятя Джорджа Маннерса, 11-го барона де Роса (чиє погруддя разом з погруддям його дружини Анни Сен-Леже знаходиться в капелі), батька Томаса Маннерса, 1-го графа Рутленда. На східній стіні каплиці Сент-Леже збереглася монументальна латунна табличка в пам'ять про Анну Йоркську та її чоловіка сера Томаса Сент-Леже з таким написом:
«У твоїй капелі покадено Анну, герцогиню Екзетурську, за шляхетного короля Едуарда Форта. А також тіло сера Томаса Селлінджера, що вбило її чоловіка, який має фундацію в твоєму коледжі в Чонтре, з надто красивим обличчям, щоби більше не мати. Нехай Господь помилує її душу. За те, що Анна, герцогиня, померла за часів нашого пана М. Тоусанда CCCCl xxv.»
Герб над Анною показує її батьківський герб герцогів Йоркських: у правій половині — королівський герб Англії, що підкреслює їхнє походження від Лайонеля Антверпенського, 1-го герцога Кларенса (1338—1368), третього сина короля Едуарда III (на підставі чого дім Йорків претендував на престол), який одружився з Єлизаветою де Бург, 4-ю графинею Ольстера (1332—1363). Їхня донька Філіппа де Бург вийшла заміж за Едмунда Мортімера, 3-го графа Марча, син якого Роджер Мортімер, 4-й граф Марч, був прадідом Анни, її брата, короля Едуарда IV, та їхніх братів і сестер.

## Предки
| Едмунд Ленґлі, 1й Герцог Йоркський | Едмунд Ленґлі, 1й Герцог Йоркський | Едмунд Ленґлі, 1й Герцог Йоркський | Едмунд Ленґлі, 1й Герцог Йоркський | Едмунд Ленґлі, 1й Герцог Йоркський | Едмунд Ленґлі, 1й Герцог Йоркський |                                    |                                    | Ізабела Кастильська                | Ізабела Кастильська                | Ізабела Кастильська | Ізабела Кастильська | Ізабела Кастильська                     | Ізабела Кастильська                     |                                         |                                         | Роджер Мортімер, 4й Граф Марч           | Роджер Мортімер, 4й Граф Марч           | Роджер Мортімер, 4й Граф Марч | Роджер Мортімер, 4й Граф Марч | Роджер Мортімер, 4й Граф Марч | Роджер Мортімер, 4й Граф Марч |               |               | Елеонора Голланд | Елеонора Голланд | Елеонора Голланд | Елеонора Голланд | Елеонора Голланд | Елеонора Голланд |  |  | Джон Невіл | Джон Невіл | Джон Невіл | Джон Невіл | Джон Невіл                       | Джон Невіл                       |                                  |                                  | Мод Персі                        | Мод Персі                        | Мод Персі | Мод Персі | Мод Персі      | Мод Персі      |                |                | Джон Ґонт, 1й Герцог Ланкастерський | Джон Ґонт, 1й Герцог Ланкастерський | Джон Ґонт, 1й Герцог Ланкастерський | Джон Ґонт, 1й Герцог Ланкастерський | Джон Ґонт, 1й Герцог Ланкастерський | Джон Ґонт, 1й Герцог Ланкастерський |                                    |                                    | Катерина Свінфорд                  | Катерина Свінфорд                  | Катерина Свінфорд | Катерина Свінфорд | Катерина Свінфорд | Катерина Свінфорд |  |  |
| Едмунд Ленґлі, 1й Герцог Йоркський | Едмунд Ленґлі, 1й Герцог Йоркський | Едмунд Ленґлі, 1й Герцог Йоркський | Едмунд Ленґлі, 1й Герцог Йоркський | Едмунд Ленґлі, 1й Герцог Йоркський | Едмунд Ленґлі, 1й Герцог Йоркський |                                    |                                    | Ізабела Кастильська                | Ізабела Кастильська                | Ізабела Кастильська | Ізабела Кастильська | Ізабела Кастильська                     | Ізабела Кастильська                     |                                         |                                         | Роджер Мортімер, 4й Граф Марч           | Роджер Мортімер, 4й Граф Марч           | Роджер Мортімер, 4й Граф Марч | Роджер Мортімер, 4й Граф Марч | Роджер Мортімер, 4й Граф Марч | Роджер Мортімер, 4й Граф Марч |               |               | Елеонора Голланд | Елеонора Голланд | Елеонора Голланд | Елеонора Голланд | Елеонора Голланд | Елеонора Голланд |  |  | Джон Невіл | Джон Невіл | Джон Невіл | Джон Невіл | Джон Невіл                       | Джон Невіл                       |                                  |                                  | Мод Персі                        | Мод Персі                        | Мод Персі | Мод Персі | Мод Персі      | Мод Персі      |                |                | Джон Ґонт, 1й Герцог Ланкастерський | Джон Ґонт, 1й Герцог Ланкастерський | Джон Ґонт, 1й Герцог Ланкастерський | Джон Ґонт, 1й Герцог Ланкастерський | Джон Ґонт, 1й Герцог Ланкастерський | Джон Ґонт, 1й Герцог Ланкастерський |                                    |                                    | Катерина Свінфорд                  | Катерина Свінфорд                  | Катерина Свінфорд | Катерина Свінфорд | Катерина Свінфорд | Катерина Свінфорд |  |  |
|                                    |                                    |                                    |                                    |                                    |                                    |                                    |                                    |                                    |                                    |                     |                     |                                         |                                         |                                         |                                         |                                         |                                         |                               |                               |                               |                               |               |               |                  |                  |                  |                  |                  |                  |  |  |            |            |            |            |                                  |                                  |                                  |                                  |                                  |                                  |           |           |                |                |                |                |                                     |                                     |                                     |                                     |                                     |                                     |                                    |                                    |                                    |                                    |                   |                   |                   |                   |  |  |
|                                    |                                    |                                    |                                    | Річард Конісбург, 3й Граф Кембридж | Річард Конісбург, 3й Граф Кембридж | Річард Конісбург, 3й Граф Кембридж | Річард Конісбург, 3й Граф Кембридж | Річард Конісбург, 3й Граф Кембридж | Річард Конісбург, 3й Граф Кембридж |                     |                     |                                         |                                         |                                         |                                         |                                         |                                         |                               |                               | Анна Мортімер                 | Анна Мортімер                 | Анна Мортімер | Анна Мортімер | Анна Мортімер    | Анна Мортімер    |                  |                  |                  |                  |  |  |            |            |            |            | Ральф Невіл, 1й Граф Вестморленд | Ральф Невіл, 1й Граф Вестморленд | Ральф Невіл, 1й Граф Вестморленд | Ральф Невіл, 1й Граф Вестморленд | Ральф Невіл, 1й Граф Вестморленд | Ральф Невіл, 1й Граф Вестморленд |           |           |                |                |                |                |                                     |                                     |                                     |                                     | Жанна Б'юфорт, Графиня Вестморленд  | Жанна Б'юфорт, Графиня Вестморленд  | Жанна Б'юфорт, Графиня Вестморленд | Жанна Б'юфорт, Графиня Вестморленд | Жанна Б'юфорт, Графиня Вестморленд | Жанна Б'юфорт, Графиня Вестморленд |                   |                   |                   |                   |  |  |
|                                    |                                    |                                    |                                    | Річард Конісбург, 3й Граф Кембридж | Річард Конісбург, 3й Граф Кембридж | Річард Конісбург, 3й Граф Кембридж | Річард Конісбург, 3й Граф Кембридж | Річард Конісбург, 3й Граф Кембридж | Річард Конісбург, 3й Граф Кембридж |                     |                     |                                         |                                         |                                         |                                         |                                         |                                         |                               |                               | Анна Мортімер                 | Анна Мортімер                 | Анна Мортімер | Анна Мортімер | Анна Мортімер    | Анна Мортімер    |                  |                  |                  |                  |  |  |            |            |            |            | Ральф Невіл, 1й Граф Вестморленд | Ральф Невіл, 1й Граф Вестморленд | Ральф Невіл, 1й Граф Вестморленд | Ральф Невіл, 1й Граф Вестморленд | Ральф Невіл, 1й Граф Вестморленд | Ральф Невіл, 1й Граф Вестморленд |           |           |                |                |                |                |                                     |                                     |                                     |                                     | Жанна Б'юфорт, Графиня Вестморленд  | Жанна Б'юфорт, Графиня Вестморленд  | Жанна Б'юфорт, Графиня Вестморленд | Жанна Б'юфорт, Графиня Вестморленд | Жанна Б'юфорт, Графиня Вестморленд | Жанна Б'юфорт, Графиня Вестморленд |                   |                   |                   |                   |  |  |
|                                    |                                    |                                    |                                    |                                    |                                    |                                    |                                    |                                    |                                    |                     |                     |                                         |                                         |                                         |                                         |                                         |                                         |                               |                               |                               |                               |               |               |                  |                  |                  |                  |                  |                  |  |  |            |            |            |            |                                  |                                  |                                  |                                  |                                  |                                  |           |           |                |                |                |                |                                     |                                     |                                     |                                     |                                     |                                     |                                    |                                    |                                    |                                    |                   |                   |                   |                   |  |  |
|                                    |                                    |                                    |                                    |                                    |                                    |                                    |                                    |                                    |                                    |                     |                     | Річард Плантагенет, 3й Герцог Йоркський | Річард Плантагенет, 3й Герцог Йоркський | Річард Плантагенет, 3й Герцог Йоркський | Річард Плантагенет, 3й Герцог Йоркський | Річард Плантагенет, 3й Герцог Йоркський | Річард Плантагенет, 3й Герцог Йоркський |                               |                               |                               |                               |               |               |                  |                  |                  |                  |                  |                  |  |  |            |            |            |            |                                  |                                  |                                  |                                  |                                  |                                  |           |           | Сесілія Невілл | Сесілія Невілл | Сесілія Невілл | Сесілія Невілл | Сесілія Невілл                      | Сесілія Невілл                      |                                     |                                     |                                     |                                     |                                    |                                    |                                    |                                    |                   |                   |                   |                   |  |  |
|                                    |                                    |                                    |                                    |                                    |                                    |                                    |                                    |                                    |                                    |                     |                     | Річард Плантагенет, 3й Герцог Йоркський | Річард Плантагенет, 3й Герцог Йоркський | Річард Плантагенет, 3й Герцог Йоркський | Річард Плантагенет, 3й Герцог Йоркський | Річард Плантагенет, 3й Герцог Йоркський | Річард Плантагенет, 3й Герцог Йоркський |                               |                               |                               |                               |               |               |                  |                  |                  |                  |                  |                  |  |  |            |            |            |            |                                  |                                  |                                  |                                  |                                  |                                  |           |           | Сесілія Невілл | Сесілія Невілл | Сесілія Невілл | Сесілія Невілл | Сесілія Невілл                      | Сесілія Невілл                      |                                     |                                     |                                     |                                     |                                    |                                    |                                    |                                    |                   |                   |                   |                   |  |  |
|                                    |                                    |                                    |                                    |                                    |                                    |                                    |                                    |                                    |                                    |                     |                     |                                         |                                         |                                         |                                         |                                         |                                         |                               |                               |                               |                               |               |               |                  |                  |                  |                  |                  |                  |  |  |            |            |            |            |                                  |                                  |                                  |                                  |                                  |                                  |           |           |                |                |                |                |                                     |                                     |                                     |                                     |                                     |                                     |                                    |                                    |                                    |                                    |                   |                   |                   |                   |  |  |
|                                    |                                    |                                    |                                    |                                    |                                    |                                    |                                    |                                    |                                    |                     |                     |                                         |                                         |                                         |                                         |                                         |                                         |                               |                               |                               |                               |               |               |                  |                  |                  |                  | Анна Йоркська    |                  |  |  |            |            |            |            |                                  |                                  |                                  |                                  |                                  |                                  |           |           |                |                |                |                |                                     |                                     |                                     |                                     |                                     |                                     |                                    |                                    |                                    |                                    |                   |                   |                   |                   |  |  |